# Портленд (Индиана)
Портленд (англ. Portland) — город и административный центр округа Джей в штате Индиана в Соединённых Штатах Америки.
Согласно данным переписи населения США 2020 года число жителей города 
составляло 6135 человек, что, для такого небольшого населённого пункта, существенно меньше (− 2.9%), чем было во время предыдущей переписи проводившейся в 2010 году (6320 человек).

## История
Портленд был основан в 1837 году и назван в честь одноимённого города в штате Мэн.
В 1970 году население города достигло отметки в 7115 человек и на протяжении следующих 50 лет неуклонно сокращалось.
Несколько архитектурных объектов города включены в Национальный реестр исторических мест США.

## География
Река Саламони протекает через город к югу от его центра.
Согласно данным Бюро переписи населения США, Портленд имеет общую площадь 4,97 квадратных мили (12,88 км2), из которых 1,6 акра (6524 м2 или 0,05%) приходится на водную поверхность, а остальное — суша.